# دييجو فاليري
دييجو فاليري (1 مايو 1986 لانوس الأرجنتين - ) هو لاعب كرة قدم أرجنتيني، يلعب كلاعب وسط.

## وصلات خارجية
دييجو فاليري على موقع الدوري الأمريكي (الإنجليزية)
- دييجو فاليري على موقع قاعدة بيانات كرة القدم.إي يو (الإنجليزية)
- دييجو فاليري على موقع ناشيونال فوتبول تيمز (الإنجليزية)
- دييجو فاليري على موقع Soccerbase.com (لاعب) (الإنجليزية)
- دييجو فاليري على موقع Soccerway.com (الإنجليزية)
- دييجو فاليري على موقع عالم كرة القدم.نت (الإنجليزية)
- دييجو فاليري على موقع AS.com (الإسبانية)